# Linthkolonie

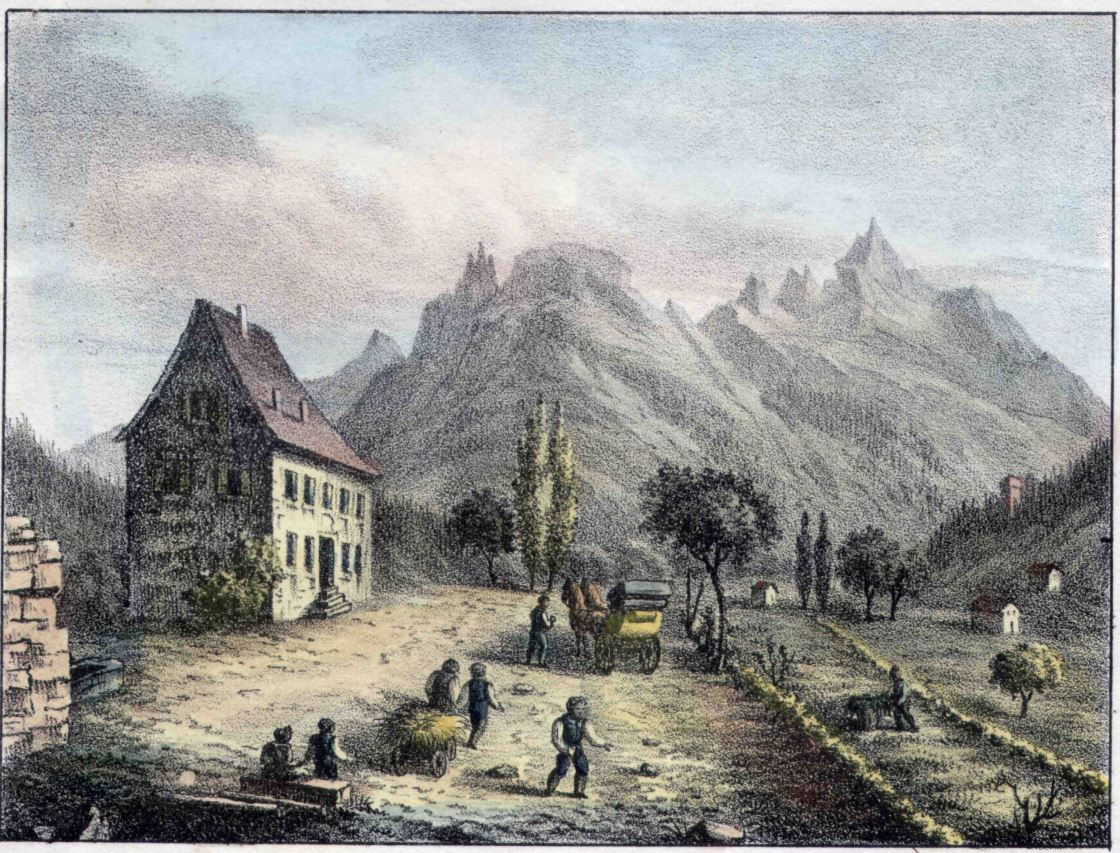
Linthkolonie 1831

Die Linthkolonie bei Ziegelbrücke in Niederurnen, Glarus Nord, wurde 1819 als Erziehungsanstalt für Waisen- oder verlassene Knaben errichtet.

## Geschichte
Viele Gemeinden im Glarnerland hatten sich von den Schäden der napoleonischen Koalitionskriege noch nicht erholt und litten unter der zunehmenden Mechanisierung der Textilindustrie, als 1816 das Jahr ohne Sommer Ernteausfälle und Hungersnöte brachte. Über tausend Kinder aus dem betroffenen Glarner Hinterland mussten in der ganzen Schweiz bei Familien untergebracht werden, weil sie zu Hause nicht mehr ernährt werden konnten.
Im Frühjahr 1816 kaufte die 1813 gegründete Evangelische Hilfsgesellschaft des Kanton Glarus (EHG) durch die Linthkorrektion zurückgewonnenes Land für eine Arbeiter- und Landbaukolonie, um die wirtschaftliche Notlage im Glarnerland zu lindern.
Mit freiwilligen Spenden aus der ganzen Schweiz und dem Ausland finanzierte die EHG den Kauf des Landstücks am linken Linthufer westlich von Ziegelbrücke. Im Frühjahr 1817 spendete Zar Alexander I., der offenbar durch die Denkschrift von Hans Konrad Escher auf die schlimme ökonomische Lage im Linthgebiet, Zürcher Oberland und Toggenburg aufmerksam wurde, 100'000 Rubel als Unterstützung für die notleidende Bevölkerung. Davon wurden 30'000 Rubel für die Erweiterung und Neuerstellung von Kolonien auf dem entsumpften Glarner Linthboden zugeteilt.
Das von der EHG gekaufte Landstück wurde durch 300 Bedürftige aus den ärmsten Glarner Gemeinden von 1816 bis 1817 urbar gemacht. Der ursprüngliche Plan einer Arbeiterkolonie wurde fallen gelassen, weil, neben fehlenden Geldmitteln, kein dringendes Bedürfnis mehr bestand und das Land zu wenig für eine Selbstversorgung hergab.
Deshalb wurde in den bereits bestehenden Gebäuden eine «Rettungs- und Erziehungsanstalt» mit dem Namen «Linthkolonie» für arme und verwahrloste 11- bis 16-jährige Knaben geschaffen. Sie wurde 1819 eröffnet wurde und konnte bald 36 Knaben aufnehmen. Vorbild war die von Philipp Emanuel von Fellenberg im Jahr 1799 gegründete landwirtschaftliche Armenschule in Hofwil (Kanton Bern). Der erste Leiter, Hausvater, Lehrer und Ökonom der «Linthkolonie» wurde Melchior Lütschg von Mollis, der in Hofwil speziell für seine Aufgabe ausgebildet worden war und von Johann Heinrich Pestalozzis Gedankengut der Armenerziehung geprägt war.

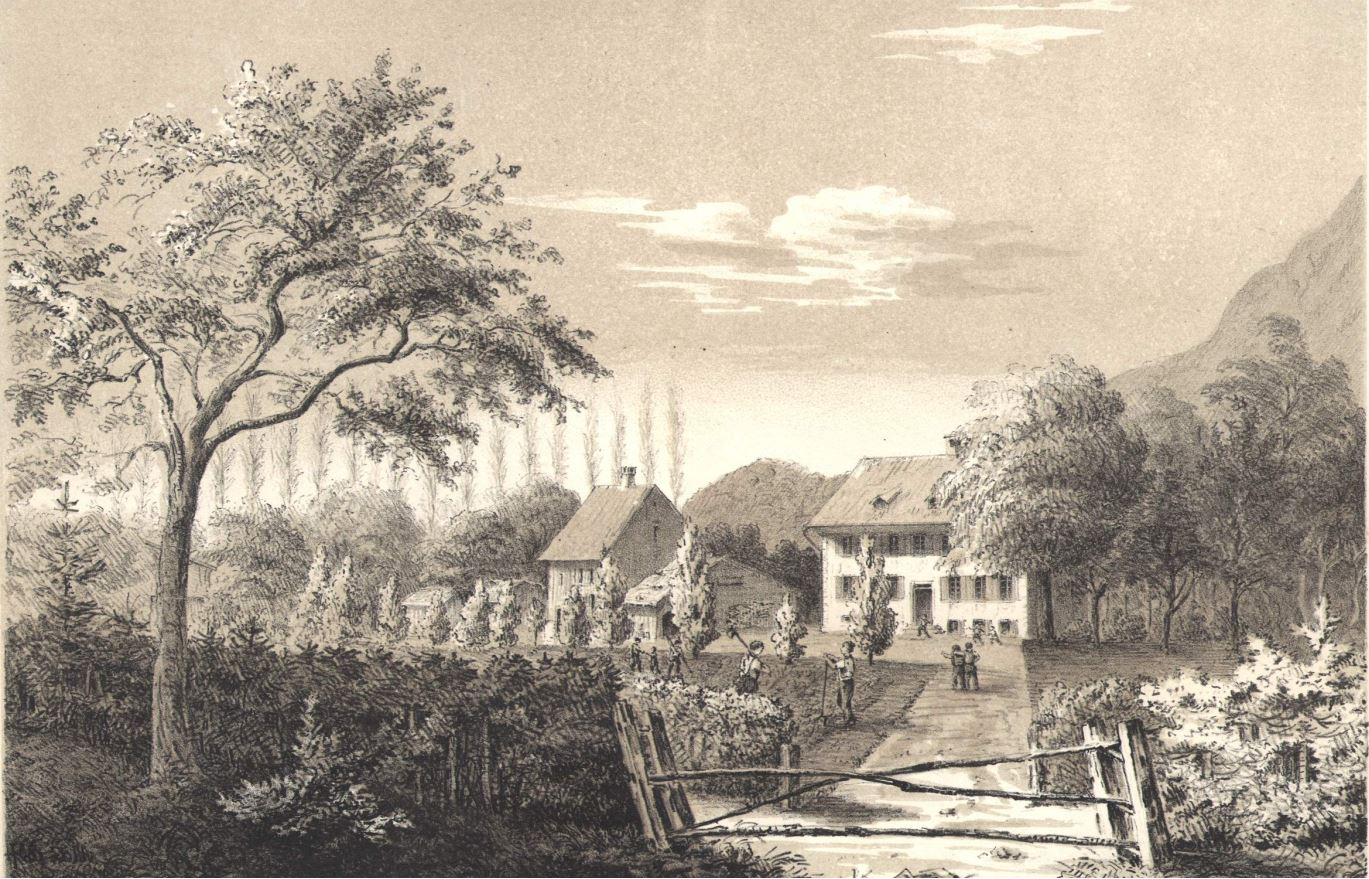
Linthkolonie 1857 von Rudolf Leuzinger

Schon nach kurzer Zeit konnte der Landwirtschaftsbetrieb nicht mehr bewältigt werden, weil er zu gross geplant worden war. Die Erträge gingen zurück und der Hausvater konnte sich nicht mehr alleine um alles kümmern und gleichzeitig noch 30 verwahrloste Jugendliche erziehen.

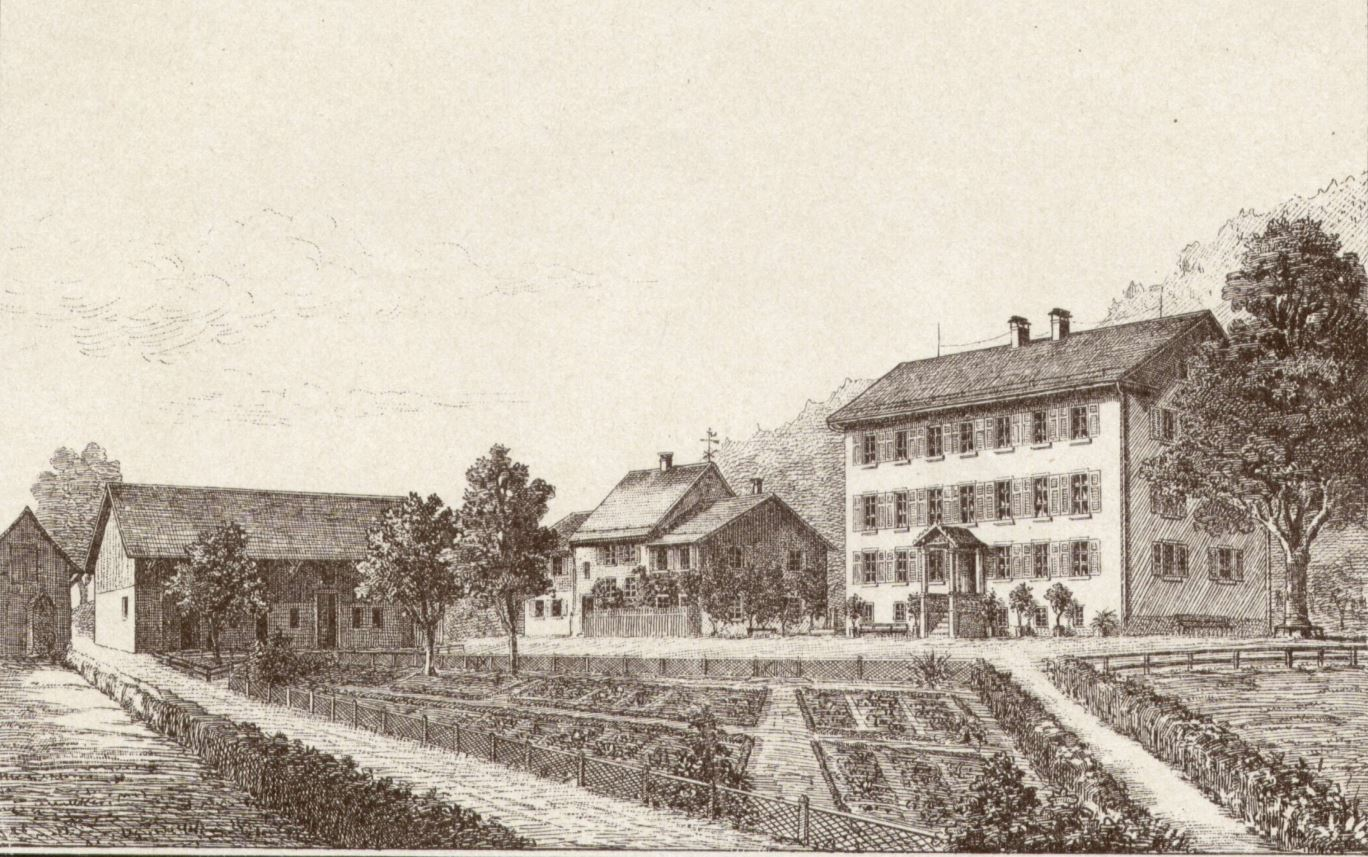
Neues Haupthaus der Linthkolonie 1875

Da es der EHG nicht gelang, den Grundbesitz zu verkleinern, wurde 1850 auf Empfehlung des Glarner Landrates eine zweite Anstalt als Ableger der Linthkolonie, das «Heussi-Haus» in Bilten, gegründet. 1861 finanzierte der Kanton einen Badeplatz an der Linth, damit die Knaben der Linthkolonie Schwimmen lernen konnten. Obwohl bereits 1863 über die Integration von Mädchen diskutiert wurde, dauerte es noch 130 Jahre, bis die ersten Mädchen in die Schule aufgenommen wurden.
1874 brannte das Haupthaus der Linthkolonie nieder, es wurde 1875 durch ein neues Gebäude ersetzt.
Einer der Schüler der Linthkolonie war der Kartograf Rudolf Leuzinger.

### Schulunterricht und Arbeitsschule
Im Sommer mussten die Knaben um fünf und im Winter um sechs Uhr aufstehen. Neben dem Schulunterricht wurde ihnen alles gelehrt, was auf einem Bauernhof anfällt, und sie wurden zu den Feldarbeiten beigezogen. Im Winter und bei schlechtem Wetter halfen sie im Haushalt und bei industriellen Aufgaben mit. Sie lernten stricken und nähen sowie Strohmatten und Weidenkörbe herstellen. 1823 wurde eine Weberei eingerichtet, wo die Knaben externe Aufträge ausführten, für die sie einen Lohn erhielten.
Der Schulunterricht fand in den Wintermonaten statt, wenn die Feldarbeit ruhte. Die Schulfächer umfassten Rechnen, Schreiben, Lesen, Schweizergeschichte, Geographie, deutsche Sprachlehre, Naturkunde, Singen und Religionsunterricht. Trotz der Beschränkung auf die Wintermonate hatten die Knaben beim Austritt ein grösseres Wissen als die Schüler in der Volksschule, weil sie bis zum 17. Altersjahr unterrichtet wurden. 1835 hatte die Glarner Landsgemeinde die obligatorische Schulpflicht eingeführt, die mit dem 12. Altersjahr endete.

## Gegenwart
Das heutige Internat wurde 1984 gebaut und von Bund, Kanton Glarus und der EHG finanziert und die Restetappe 1996 eingeweiht. 2001 erhielt die Schule den Namen «Schule an der Linth».